# Hannoverscher Sportverein von 1896 1993-1994
Questa voce raccoglie le informazioni riguardanti l'Hannoverscher Sportverein von 1896 nelle competizioni ufficiali della stagione 1993-1994.

## Stagione
Nella stagione 1993-1994 l'Hannover, allenato da Eberhard Vogel e Rolf Schafstall, concluse il campionato di 2. Bundesliga al 12º posto. In Coppa di Germania l'Hannover fu eliminato al terzo turno dalla Dinamo Dresda.

## Rosa
| N. |                       | Ruolo | Calciatore        |
| -- | --------------------- | ----- | ----------------- |
|    | Germania (bandiera)   | P     | Jörg Sievers      |
|    | Germania (bandiera)   | D     | Jörg-Uwe Klütz    |
|    | Germania (bandiera)   | D     | Mathias Kuhlmey   |
|    | Nigeria (bandiera)    | D     | Uche Okafor       |
|    | Germania (bandiera)   | D     | Ayhan Piril       |
|    | Montenegro (bandiera) | D     | Dejan Raičković   |
|    | Germania (bandiera)   | D     | Lars Reuther      |
|    | Germania (bandiera)   | D     | Christian Schulz  |
|    | Germania (bandiera)   | D     | Axel Sundermann   |
|    | Germania (bandiera)   | D     | Matthias Weise    |
|    | Germania (bandiera)   | C     | Christof Babatz   |
|    | Germania (bandiera)   | C     | Reinhold Daschner |
|    | Germania (bandiera)   | C     | Marco Dehne       |
|    | Germania (bandiera)   | C     | Frank Ellermann   |

| N. |                     | Ruolo | Calciatore          |
| -- | ------------------- | ----- | ------------------- |
|    | Germania (bandiera) | C     | Theo Gries          |
|    | Germania (bandiera) | C     | Martin Groth        |
|    | Germania (bandiera) | C     | Michael Harforth    |
|    | Austria (bandiera)  | C     | Andreas Heraf       |
|    | Germania (bandiera) | C     | Günter Hermann      |
|    | Germania (bandiera) | C     | Christiaan Pförtner |
|    | Germania (bandiera) | C     | Michael Schütz      |
|    | Germania (bandiera) | C     | Andreas Winkler     |
|    | Germania (bandiera) | A     | André Breitenreiter |
|    | Serbia (bandiera)   | A     | Milos Đelmaš        |
|    | Germania (bandiera) | A     | Rocco Milde         |
|    | Germania (bandiera) | A     | Carsten Mütze       |
|    | Germania (bandiera) | A     | Waldemar Steubing   |
|    | Germania (bandiera) | A     | Niclas Weiland      |

## Organigramma societario
Area tecnica
- Allenatore: Rolf Schafstall
- Allenatore in seconda: Hannes Baldauf
- Preparatore dei portieri:
- Preparatori atletici:

## Calciomercato

### Sessione estiva
| Acquisti | Acquisti            | Acquisti           | Acquisti |
| R.       | Nome                | da                 | Modalità |
| -------- | ------------------- | ------------------ | -------- |
| C        | Thomas Pröpper      | Wuppertal          |          |
| C        | Michael Harforth    | Duisburg           |          |
| D        | Uche Okafor         | Le Touquet         |          |
| C        | Christiaan Pförtner | Homburg            |          |
| C        | Michael Schütz      | Fortuna Düsseldorf |          |

| Cessioni | Cessioni         | Cessioni          | Cessioni |
| R.       | Nome             | a                 | Modalità |
| -------- | ---------------- | ----------------- | -------- |
| A        | Sergej Barbarez  | Union Berlino     |          |
| A        | Jochen Heisig    | 1. FC Pforzheim   |          |
| C        | Michael Koch     | Kickers Stoccarda |          |
| C        | Jörg Kretzschmar | TuS Celle         |          |
| C        | André Sirocks    | Kickers Stoccarda |          |
| C        | Dennis Weiland   | S.F. Ricklingen   |          |
| D        | Roman Wójcicki   | Havelse           |          |

### Sessione invernale
| Acquisti | Acquisti       | Acquisti        | Acquisti |
| R.       | Nome           | da              | Modalità |
| -------- | -------------- | --------------- | -------- |
| C        | Theo Gries     | Hertha Berlino  |          |
| C        | Andreas Heraf  | Vorwärts Steyr  |          |
| C        | Günter Hermann | Wattenscheid 09 |          |
| A        | Rocco Milde    | Bochum          |          |

| Cessioni | Cessioni           | Cessioni    | Cessioni |
| R.       | Nome               | a           | Modalità |
| -------- | ------------------ | ----------- | -------- |
| D        | Michael Schjønberg | Odense      |          |
| C        | Hakan Biçici       | Antalyaspor |          |
| C        | Thomas Pröpper     | Wuppertal   |          |

## Risultati

### 2. Bundesliga

#### Girone di andata
| Stoccarda 28 luglio 1993, ore 19:00 CEST 1ª giornata | Kickers Stoccarda | 0 – 0 referto | Hannover 96 | Waldau-Stadion (5 800 spett.)\| Arbitro: \| Assenmacher \| |
| Arbitro:                                             | Assenmacher       |               |             |                                                            |

| Arbitro: | Hotop |

|  |           |              |
|  | Marcatori | 50’ Schröder |

| Arbitro: | Brandt-Chollé |

|           |           |  |
| Hayer 71’ | Marcatori |  |

| Arbitro: | Prengel |

|             |           |  |
| Winkler 47’ | Marcatori |  |

| Arbitro: | Buchhart |

|                                             |           |               |
| Winkler 19’ Weiland 52’, 62’ Schjønberg 65’ | Marcatori | 35’ Stickroth |

| Arbitro: | Fischer |

|                 |           |                                  |
| Pacult 20’, 78’ | Marcatori | 49’ Breitenreiter 90’ Schjønberg |

| Hannover 5 settembre 1993, ore 15:00 CEST 7ª giornata | Hannover 96 | 0 – 0 referto | Bochum | Niedersachsenstadion (19 500 spett.)\| Arbitro: \| Haupt \| |
| Arbitro:                                              | Haupt       |               |        |                                                             |

| Wuppertal 17 settembre 1993, ore 19:30 CEST 8ª giornata | Wuppertal | 0 – 0 referto | Hannover 96 | Stadion am Zoo (7 000 spett.)\| Arbitro: \| Holz \| |
| Arbitro:                                                | Holz      |               |             |                                                     |

| Arbitro: | Krug |

|                                                       |           |            |
| Raičković 22’ Pförtner 34’ Schjønberg 59’ Winkler 74’ | Marcatori | 40’ Zander |

| Arbitro: | Koop |

|                                        |           |                               |
| Raičković 49’ (aut.) Feldhoff 58’, 79’ | Marcatori | 68’ Schjønberg 72’ Sundermann |

| Arbitro: | Wagner |

|  |           |                           |
|  | Marcatori | 9’ Lottner 59’ Svinggaard |

| Berlino 16 ottobre 1993, ore 15:30 CET 12ª giornata | Hertha Berlino | 0 – 0 referto | Hannover 96 | Stadio Olimpico (7 000 spett.)\| Arbitro: \| Ratzek \| |
| Arbitro:                                            | Ratzek         |               |             |                                                        |

| Arbitro: | Werthmann |

|               |           |         |
| Raičković 76’ | Marcatori | 20’ Epp |

| Wolfsburg 30 ottobre 1993, ore 14:30 CET 14ª giornata | Wolfsburg | 0 – 0 referto | Hannover 96 | VfL-Stadion am Elsterweg (7 800 spett.)\| Arbitro: \| Gläser \| |
| Arbitro:                                              | Gläser    |               |             |                                                                 |

| Arbitro: | Hofmann |

|             |           |                                  |
| Winkler 32’ | Marcatori | 23’ Mushinka 53’ Maciel 86’ Homp |

| Arbitro: | Domurat |

|          |           |  |
| Kunze 3’ | Marcatori |  |

| Arbitro: | Ziller |

|            |           |             |
| Schütz 19’ | Marcatori | 85’ Sievers |

| Arbitro: | Willems |

|                                   |           |           |
| Werner 45’ Lange 63’ Weilandt 90’ | Marcatori | 74’ Groth |

| Arbitro: | Strigel |

|                     |           |  |
| Milde 42’ Groth 90’ | Marcatori |  |

#### Girone di ritorno
| Arbitro: | Fleske |

|           |           |  |
| Heraf 85’ | Marcatori |  |

| Arbitro: | Schäfer |

|          |           |                     |
| Keim 22’ | Marcatori | 67’ Groth 73’ Gries |

| Arbitro: | Müller |

|           |           |           |
| Weise 89’ | Marcatori | 50’ Hayer |

| Arbitro: | Merk |

|                           |           |                |
| Gerlach 61’ Fankhänel 87’ | Marcatori | 81’, 85’ Gries |

| Arbitro: | Schmidhuber |

|  |           |                                             |
|  | Marcatori | 35’ Winkler 47’ Heraf 52’ Hermann 53’ Gries |

| Arbitro: | Fandel |

|                |           |                                                 |
| Schjønberg 50’ | Marcatori | 7’ Schlotterbeck 22’ Pacult 85’, 90’ Lilienberg |

| Arbitro: | Holz |

|                  |           |                          |
| Wegmann 30’, 45’ | Marcatori | 29’ Pförtner 73’ Winkler |

| Arbitro: | Fleischer |

|                      |           |  |
| Milde 14’ Babatz 87’ | Marcatori |  |

| Arbitro: | Weise |

|                       |           |           |
| Manzi 29’ Driller 47’ | Marcatori | 87’ Gries |

| Arbitro: | Frey |

|                             |           |               |
| Groth 22’ Breitenreiter 73’ | Marcatori | 14’ Bittengel |

| Arbitro: | Schäfer |

|                         |           |             |
| Beck 15’, 26’, 81’, 88’ | Marcatori | 21’ Weiland |

| Arbitro: | Scheuerer |

|  |           |                       |
|  | Marcatori | 45’ Ramelow 57’ Klews |

| Arbitro: | Fleske |

|         |           |           |
| Epp 74’ | Marcatori | 61’ Heraf |

| Arbitro: | Domurat |

|                            |           |  |
| Sundermann 52’ Winkler 85’ | Marcatori |  |

| Arbitro: | Hofmann |

|                      |           |  |
| Simon 47’ Maciel 49’ | Marcatori |  |

| Hannover 24 maggio 1994, ore 20:00 CEST 35ª giornata | Hannover 96 | 0 – 0 referto | Chemnitz | Niedersachsenstadion (4 900 spett.)\| Arbitro: \| Prengel \| |
| Arbitro:                                             | Prengel     |               |          |                                                              |

| Arbitro: | Hotop |

|                                   |           |           |
| Menke 38’, 54’, 68’ Rauffmann 65’ | Marcatori | 60’ Milde |

| Arbitro: | Müller |

|                                        |           |  |
| Gries 9’, 22’, 70’ Groth 28’ Klütz 83’ | Marcatori |  |

| Arbitro: | Leimert |

|  |           |                            |
|  | Marcatori | 8’ Weise 87’ Breitenreiter |

### Coppa di Germania
| Arbitro: | Weise |

|  |           |                                      |
|  | Marcatori | 17’, 69’ Weiland 77’, 82’ Schjønberg |

| Arbitro: | Windsperger |

|               |           |                                    |
| Kolašinac 74’ | Marcatori | 55’, 102’ Schulz 97’ Breitenreiter |

| Arbitro: | Kuhne |

|                                 |           |                                   |
| Klütz 55’ Schjønberg 63’ (rig.) | Marcatori | 43’ Rank 46’ Marschall 70’ Penksa |

## Statistiche

### Statistiche di squadra
| Competizione      | Punti | In casa | In casa | In casa | In casa | In casa | In casa | In trasferta | In trasferta | In trasferta | In trasferta | In trasferta | In trasferta | Totale | Totale | Totale | Totale | Totale | Totale | DR |
| Competizione      | Punti | G       | V       | N       | P       | Gf      | Gs      | G            | V            | N            | P            | Gf           | Gs           | G      | V      | N      | P      | Gf     | Gs     | DR |
| ----------------- | ----- | ------- | ------- | ------- | ------- | ------- | ------- | ------------ | ------------ | ------------ | ------------ | ------------ | ------------ | ------ | ------ | ------ | ------ | ------ | ------ | -- |
| 2. Bundesliga     | 37    | 19      | 9       | 5       | 5       | 28      | 18      | 19           | 3            | 8            | 8            | 21           | 28           | 38     | 12     | 13     | 13     | 49     | 46     | +3 |
| Coppa di Germania | -     | 1       | 0       | 0       | 1       | 2       | 3       | 2            | 2            | 0            | 0            | 7            | 1            | 3      | 2      | 0      | 1      | 9      | 4      | +5 |
| Totale            | 37    | 20      | 9       | 5       | 6       | 30      | 21      | 21           | 5            | 8            | 8            | 28           | 29           | 41     | 14     | 13     | 14     | 58     | 50     | +8 |

### Andamento in campionato
| Giornata  | 1  | 2  | 3  | 4  | 5 | 6 | 7  | 8 | 9 | 10 | 11 | 12 | 13 | 14 | 15 | 16 | 17 | 18 | 19 | 20 | 21 | 22 | 23 | 24 | 25 | 26 | 27 | 28 | 29 | 30 | 31 | 32 | 33 | 34 | 35 | 36 | 37 | 38 |
| --------- | -- | -- | -- | -- | - | - | -- | - | - | -- | -- | -- | -- | -- | -- | -- | -- | -- | -- | -- | -- | -- | -- | -- | -- | -- | -- | -- | -- | -- | -- | -- | -- | -- | -- | -- | -- | -- |
| Luogo     | T  | C  | T  | C  | C | T | C  | T | C | T  | C  | T  | C  | T  | C  | T  | C  | T  | C  | C  | T  | C  | T  | T  | C  | T  | C  | T  | C  | T  | C  | T  | C  | T  | C  | T  | C  | T  |
| Risultato | N  | P  | P  | V  | V | N | N  | N | V | P  | P  | N  | N  | N  | P  | P  | N  | P  | V  | V  | V  | N  | N  | V  | P  | N  | V  | P  | V  | P  | P  | N  | V  | P  | N  | P  | V  | V  |
| Posizione | 11 | 15 | 18 | 16 | 8 | 9 | 11 | 8 | 5 | 10 | 12 | 13 | 12 | 11 | 13 | 16 | 17 | 18 | 16 | 14 | 13 | 12 | 11 | 8  | 11 | 11 | 11 | 11 | 11 | 11 | 14 | 13 | 12 | 14 | 15 | 16 | 15 | 12 |

Legenda:

Luogo: C = Casa; T = Trasferta. Risultato: V = Vittoria; N = Pareggio; P = Sconfitta.

### Statistiche dei giocatori
| Giocatore        | 2. Bundesliga | 2. Bundesliga | 2. Bundesliga | 2. Bundesliga | Coppa di Germania | Coppa di Germania | Coppa di Germania | Coppa di Germania | Totale   | Totale | Totale      | Totale     |
| Giocatore        | Presenze      | Reti          | Ammonizioni   | Espulsioni    | Presenze          | Reti              | Ammonizioni       | Espulsioni        | Presenze | Reti   | Ammonizioni | Espulsioni |
| ---------------- | ------------- | ------------- | ------------- | ------------- | ----------------- | ----------------- | ----------------- | ----------------- | -------- | ------ | ----------- | ---------- |
| C. Babatz        | 9             | 1             | 2             | 0             | 0                 | 0                 | 0                 | 0                 | 9        | 1      | 2           | 0          |
| H. Biçici        | 3             | 0             | 0             | 1             | 2                 | 0                 | 0                 | 0                 | 5        | 0      | 0           | 1          |
| A. Breitenreiter | 26            | 3             | 3             | 0             | 3                 | 1                 | 0                 | 0                 | 29       | 4      | 3           | 0          |
| R. Daschner      | 18            | 0             | 3             | 0             | 0                 | 0                 | 0                 | 0                 | 18       | 0      | 3           | 0          |
| M. Dehne         | 1             | 0             | 1             | 0             | 0                 | 0                 | 0                 | 0                 | 1        | 0      | 1           | 0          |
| F. Ellermann     | 7             | 0             | 2             | 0             | 2                 | 0                 | 0                 | 0                 | 9        | 0      | 2           | 0          |
| T. Gries         | 20            | 8             | 0             | 0             | 0                 | 0                 | 0                 | 0                 | 20       | 8      | 0           | 0          |
| M. Groth         | 37            | 5             | 2             | 0             | 3                 | 0                 | 0                 | 0                 | 40       | 5      | 2           | 0          |
| M. Harforth      | 15            | 0             | 3             | 0             | 0                 | 0                 | 0                 | 0                 | 15       | 0      | 3           | 0          |
| A. Heraf         | 17            | 3             | 4             | 0             | 0                 | 0                 | 0                 | 0                 | 17       | 3      | 4           | 0          |
| G. Hermann       | 19            | 1             | 4             | 0             | 0                 | 0                 | 0                 | 0                 | 19       | 1      | 4           | 0          |
| J. Klütz         | 22            | 1             | 6             | 1             | 3                 | 1                 | 0                 | 0                 | 25       | 2      | 6           | 1          |
| M. Kuhlmey       | 20            | 0             | 5             | 1             | 0                 | 0                 | 0                 | 0                 | 20       | 0      | 5           | 1          |
| R. Milde         | 17            | 3             | 1             | 0             | 0                 | 0                 | 0                 | 0                 | 17       | 3      | 1           | 0          |
| C. Mütze         | 0             | 0             | 0             | 0             | 0                 | 0                 | 0                 | 0                 | 0        | 0      | 0           | 0          |
| U. Okafor        | 4             | 0             | 0             | 0             | 1                 | 0                 | 0                 | 0                 | 5        | 0      | 0           | 0          |
| C. Pförtner      | 27            | 2             | 7             | 0             | 2                 | 0                 | 0                 | 0                 | 29       | 2      | 7           | 0          |
| A. Piril         | 1             | 0             | 1             | 0             | 1                 | 0                 | 0                 | 0                 | 2        | 0      | 1           | 0          |
| T. Pröpper       | 2             | 0             | 0             | 0             | 0                 | 0                 | 0                 | 0                 | 2        | 0      | 0           | 0          |
| D. Raičković     | 26            | 2             | 6             | 0             | 3                 | 0                 | 0                 | 0                 | 29       | 2      | 6           | 0          |
| L. Reuther       | 1             | 0             | 0             | 0             | 0                 | 0                 | 0                 | 0                 | 1        | 0      | 0           | 0          |
| M. Schjønberg    | 26            | 5             | 5             | 0             | 3                 | 3                 | 0                 | 0                 | 29       | 8      | 5           | 0          |
| C. Schulz        | 7             | 0             | 0             | 0             | 2                 | 2                 | 0                 | 0                 | 9        | 2      | 0           | 0          |
| M. Schütz        | 14            | 1             | 1             | 0             | 2                 | 0                 | 0                 | 0                 | 16       | 1      | 1           | 0          |
| J. Sievers       | 38            | 0             | 3             | 0             | 3                 | 0                 | 0                 | 0                 | 41       | 0      | 3           | 0          |
| W. Steubing      | 0             | 0             | 0             | 0             | 0                 | 0                 | 0                 | 0                 | 0        | 0      | 0           | 0          |
| A. Sundermann    | 37            | 2             | 8             | 0             | 3                 | 0                 | 1                 | 0                 | 40       | 2      | 9           | 0          |
| N. Weiland       | 15            | 3             | 1             | 1             | 3                 | 2                 | 0                 | 0                 | 18       | 5      | 1           | 1          |
| M. Weise         | 27            | 2             | 3             | 0             | 0                 | 0                 | 0                 | 0                 | 27       | 2      | 3           | 0          |
| A. Winkler       | 28            | 7             | 4             | 0             | 2                 | 0                 | 0                 | 0                 | 30       | 7      | 4           | 0          |
| M. Đelmaš        | 8             | 0             | 0             | 0             | 0                 | 0                 | 0                 | 0                 | 8        | 0      | 0           | 0          |